# روبرت هيرست
روبرت هيرست (بالإنجليزية: Robert Hurst)‏ هو عازف جاز أمريكي، ولد في 4 أكتوبر 1964 في ديترويت في الولايات المتحدة.

## وصلات خارجية
- روبرت هيرست على موقع ميوزك برينز (الإنجليزية)
- روبرت هيرست على موقع أول ميوزيك (الإنجليزية)
- روبرت هيرست على موقع ديسكوغز (الإنجليزية)